# Crișeni
Crișeni falu Romániában, Erdélyben, Fehér megyében. Közigazgatásilag Alvinc községhez tartozik.

## Fekvése
Borsómező közelében fekvő település.

## Története
Crişeni korábban Borsómező része volt, 1956 körül vált külön, akkor 88 lakosa volt.
1966-ban 98, 1977-ben 84, 1992-ben 68, 2002-ben pedig 58 román lakosa volt.